# Pristiophorus delicatus
Pristiophorus delicatus  (лат.) — вид хрящевых рыб рода пилоносов семейства пилоносых акул. Эти акулы обитают в западной части Тихого океана на глубине до 405 м. Максимальная зарегистрированная длина 84,5 см. У этих акул рыло сильно вытянуто и образует пилообразный плоский рострум с латеральными зубцами и чувствительными усиками. Окраска коричневого цвета. Хвостовой плавник короткий, анальный плавник отсутствует. Акулы этого вида не представляют интереса для коммерческого рыбного промысла.

## Таксономия
Впервые вид был научно описан в 2008 году. Голотип представляет собой самку длиной 69,8 см, пойманную на рифе Сумарез у побережья Квинсленда (22°59′ ю. ш. 152°59′ в. д.) на глубине 343—350 м. Паратипы: самки длиной 44,8—84,5 см и неполовозрелые самцы длиной 43,8—62,5 см, пойманные там же на глубине 303—405 м и 246—350 м.
Видовой эпитет происходит от слова лат. delicatus  — «привлекательный»,  «изящный», «утончённый» и связан с тем, что у этих акул очень тонкие латеральный ростральные зубцы.

## Ареал
Pristiophorus delicatus являются эндемиками ограниченной территории у севера-восточного побережья между Рокгемптоном и Квинслендом. Эти акулы встречаются на континентальном шельфе на глубине от 246 до 405 м. 

## Описание
Это небольшие рыбы, максимальный зарегистрированный размер самок 85 см, а самцов 63 см. У них вытянутое тело, имеющее круглое сечение и слегка приплюснутое перед жаберной областью. Голова также слегка приплюснута, но не растянута латерально. Рыло удлинённое и приплюснутое, вытянутое в виде пилообразного сужающегося к кончику рострума с тонкими латеральными зубцами. На роструме расположена пара нитевидных, сжатых в дорсовентральной плоскости усиков. Края крупных зубцов гладкие. Крупные овальные глаза вытянуты по горизонтали. Третье веко отсутствует. 5 пар жаберных щелей. Позади глаз имеются крупные брызгальца. Во рту имеются 47 верхних и 37 нижних зубов. Зубы плоские, с овальным основанием и одним узким остриём. Расстояние между ноздрями и основанием усиков в 3,2—3,7 раз превышает расстояние от рта до ноздрей. Расстояние от кончика рыла до ноздрей равно 1,7—1,8 расстояния от кончика рыла до усиков. Преоральное расстояние в 2,1—2,4 раза больше дистанции между спинными плавниками. Длина внешнего края грудных плавников в 1,2—1,5 раз превышает расстояние между вторым спинным и хвостовым плавников. Дорсальная длина хвостового плавника в 4,4—5 раз больше глубины хвостового плавника. Ширина рта в 2,7—3,7 раз превышает длину бразгалец. 
Два спинных плавника лишены шипов у основания. Первый спинной плавник длиннее и шире второго. Анальный плавник отсутствует. Основание первого спинного плавника расположено на уровне пространства между грудными и брюшными плавниками. Грудные плавники довольно крупные, но не крыловидные. Брюшные плавники маленькие. Рот крупный и широко изогнутый в виде арки, расположен перед глазами. Имеются назальные желобки, не соединяющиеся со ртом. Губные бороздки короткие. Хвостовой плавник асимметричный, верхняя лопасть удлинена, нижняя отсутствует. 
Окраска дорсальной поверхности желто-коричневого цвета, а вентральной от бледно-жёлтого до белого. Общее количество позвонков осевого скелета составляет 146—156.

## Биология
Pristiophorus delicatus размножаются яйцеживорождением. Самцы достигают половой зрелости при длине 62 см. 

## Взаимодействие с человеком
Вил не представляет опасности для человека и не является объектом коммерческого промысла. 
Международный союз охраны природы присвоил этому виду статус сохранности «Вызывающий наименьшие опасения». 